# 2017년 세계 남자 핸드볼 선수권 대회
제24회 세계 남자 핸드볼 선수권 대회는 2017년 1월 11일부터 1월 29일까지 프랑스에서 개최되었다.
틀:세계 핸드볼 선수권 대회